# Tetrahemiheksakron
| Tetrahemitetrakron                   | Tetrahemitetrakron                                |
| ------------------------------------ | ------------------------------------------------- |
|                                      |                                                   |
| Vrsta                                | zvezdni polieder                                  |
| Elementi                             | F = 6, E = 12, V =7 ({\displaystyle \chi \,} = 1) |
| Grupa simetrije                      | Td, [3,3], *332                                   |
| Sklici                               | DU04                                              |
| tetrahemiheksaeder (dualni polieder) |                                                   |

Tetrahemiheksakron je v geometriji dualno telo tetrahemiheksaedra. Je eden izmed devetih dualnih poliedrov.
Ker ima tetrahemiheksaeder tri kvadratne stranske ploskve, ki tečejo skozi središče, ima tetrahemiheksakron tri oglišča v neskončnosti. V delu Magnusa Wenningerja (rojen 1919) Dual Models so prikazani kot neskončne prizme, ki potekajo skozi središče in so odrezane v določeni točki, da jih je lažje izdelati. 
Topološko se obravnava kot, da ima sedem oglišč. Tri oglišča naj bi bila v neskončnosti, kar pomeni realno projektivno ravnino v neskončnosti. To pa odgovarja trem ogliščem hemioktaedra, ki je abstraktni polieder. Ostala štiri oglišča  obstajajo na vsakem drugem vogalu osrednje kocke, ki je v tem primeru tetraeder.

## Vir
Wenninger, Magnus (1983), Dual Models, Cambridge University Press, ISBN 978-0-521-54325-5,  (stran 101, duali devetih hemipoliedrov